# Hymenophyllum abietinum
Espèce
Hymenophyllum abietinum est une fougère de la famille des Hyménophyllacées.
Synonyme : Sphaerocionium abietinum (Hook. & Grev.) C.Presl.
Par ailleurs, dans Species filicum, William Jackson Hooker cite l'espèce Hymenophyllum abietinum Kunze, p.107, espèce nulle part référencée (la citation de l'ouvrage de Kunze - non retrouvé - n'a pas permis d'éclaircir la situation : p. 109 de Pl. Crypt. Poepp.) ; page 150, dans la partie consacrée aux révisions de Presl, il cite bien Sphaerocionium abietinum Presl (en mentionnant « Hook. et Grev. »).

## Description
Hymenophyllum abietinum appartient au sous-genre Mecodium.
Cette espèce a les caractéristiques suivantes :
- son rhizome est filiforme, long et presque glabre ;
- les frondes, de trente centimètres de long sur quinze de large, comportent un limbe divisé trois fois, très élégant ;
- Les sores, solitaires, sont portés par l'extrémité d'un très court segment axillaire, majoritairement à la partie terminale du limbe et proche du rachis ;
- les sores ont une forme globulaire avec une indusie est formée deux lèvres ;
- les grappes de sporanges dépassent à peine l'indusie et seulement à maturité.

## Distribution
Cette fougère, plutôt épiphyte de troncs d'arbres, est présente en Amérique du Sud dans la cordillère des Andes : Bolivie, Pérou, Venezuela.